# Chemin de fer nicaraguayen de Grenade à Corinto
Le chemin de fer nicaraguayen de Grenade à Corinto, appelé aussi chemin de fer du Pacifique, est le plus ancien chemin de fer du Nicaragua, allant de Granada (Nicaragua) à Corinto, municipalité située dans le département de Chinandega. Ce chemin de fer nicaraguayen de Granada (Nicaragua) à Corinto a été réalisé au XIXe siècle. Sa construction par Bedford Pim, partisan du projet de canal du Nicaragua, a duré plus de 18 ans. Le projet de canal du Nicaragua n'a pas abouti mais le chemin de fer a facilité le développement commercial du café et de la banane. Lorsque les États-Unis interviendront militairement face aux combats incessants que se livrent les factions politiques en Amérique centrale, ils prétexteront la nécessité de protéger le chemin de fer Corinto-Granada. 

## Histoire

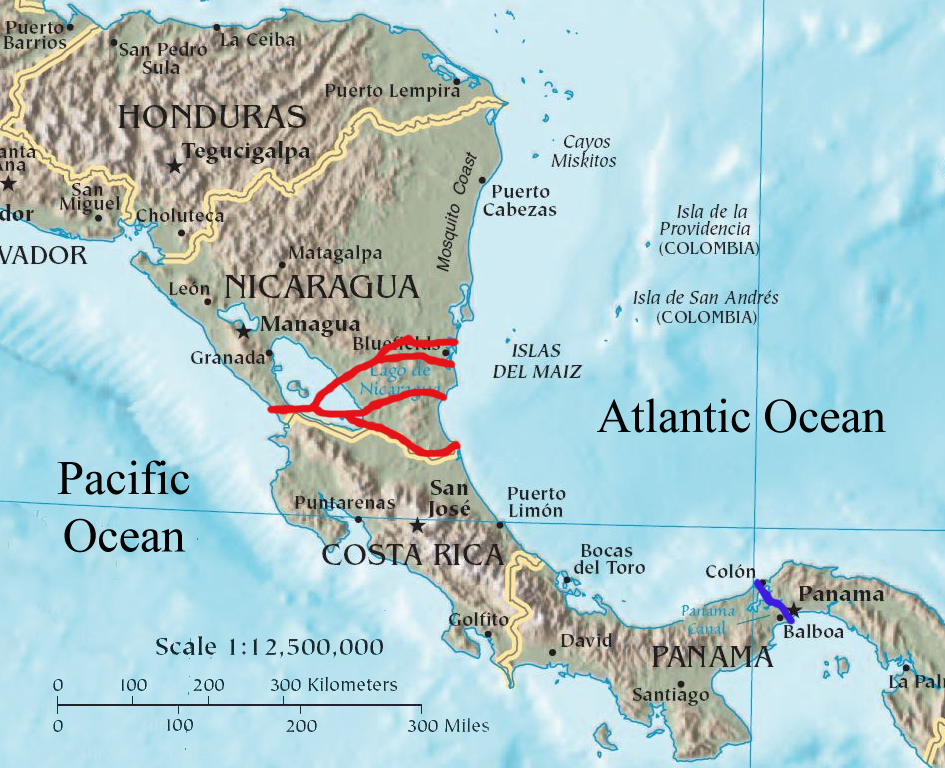
En rouge, les projets de percement du canal du Nicaragua, étudiés au milieu du XIXe siècle et remis au goût du jour en 2014. En bleu le canal de Panama.

Napoléon III voit dès 1846 dans le projet de canal du Nicaragua, une option qui ferait du « Nicaragua, mieux que Constantinople, la route nécessaire du grand commerce et lui permettrait d’atteindre grandeur et prospérité ». Le 26 août 1849, le gouvernement nicaraguayen accorde le droit exclusif de construire un canal « dans les 12 ans », à l'homme d'affaires américain Cornelius Vanderbilt, qui profite déjà de la ruée vers l'or en Californie pour valoriser le fleuve San Juan, complété par une diligence à travers l'isthme de Rivas, route la plus aisée pour relier New York à San Francisco. À l'époque, se construit rapidement un autre chemin de fer reliant les deux océans, à hauteur de l'isthme de Panama, qui permet d'accéder à la Californie via les vapeurs de la Pacific Mail. Le projet de canal du Nicaragua est un des points abordés du traité Clayton–Bulwer de 1850 qui cherche à aplanir les rivalités dans la région entre les États-Unis et la Grande-Bretagne.
L'invasion du Nicaragua par le flibustier William Walker empêche le projet de prendre corps au cours des années suivantes. En 1859, Bedford Pim, capitaine de la Royal Navy, de retour de la guerre de Crimée, a étudié la possibilité d'un canal transocéanique. Il est devenu un partisan du projet de canal du Nicaragua. La même année, le géologue français Joseph Marie Élisabeth Durocher dirige une expédition d'étude visant à étudier le percement d'un canal interocéanique au Nicaragua. En 1862, Bedford Pim publie son Projet des routes de Transit à travers l'Amérique Centrale, à partir d'un Nouveau Port au Nicaragua.
En 1863, le Nicaragua accorde le premier contrat pour la construction d’un chemin de fer. En 1866, la Nicaraguan Railway Company fut fondée. La première section des voies ferrées à être construite reliait le port de Corinto à Chinandega, qui vit arriver pour la première fois en 1880 une locomotive à vapeur. En six ans, le chemin de fer relia Chinandega aux villes de Leon, Managua, Masaya et Granada (Nicaragua). Sa construction a marqué la première époque de l’essor de la banane et le déclin des plantations de coton. Le chemin de fer a aussi permis l'exportation plus facile de la caféiculture d'Amérique centrale, en particulier celle du Nicaragua.